# La Flèche Wallonne 2020
La Flèche Wallonne 2020, znany również w spolszczonej formie jako Walońska Strzała 2020 – 84. edycja wyścigu kolarskiego La Flèche Wallonne, która odbyła się 30 września 2020; wyścig był częścią UCI World Tour 2020.
Wyścig początkowo miał odbyć się 22 kwietnia 2020, jednak, ze względu na pandemię COVID-19, Międzynarodowa Unia Kolarska dokonała znaczących zmian w kalendarzu cyklu UCI World Tour 2020, w wyniku których zmagania w Walonii zostały przeniesione na 30 września 2020.

## Uczestnicy

### Drużyny
| WorldTeams (19)- Deceuninck-Quick Step - Astana - UAE Team Emirates - Lotto Soudal - Bora-Hansgrohe - Trek-Segafredo - Team Sunweb - NTT Pro Cycling - Movistar Team - AG2R La Mondiale - Bahrain McLaren - Jumbo-Visma - Ineos Grenadiers - Groupama-FDJ - CCC Team - EF Pro Cycling - Cofidis - Mitchelton-Scott - Israel Start-Up Nation ProTeams (6)- Circus-Wanty Gobert - Sport Vlaanderen-Baloise - Bingoal-Wallonie Bruxelles - Alpecin-Fenix - Total Direct Énergie - Arkéa-Samsic |
| |

### Lista startowa
| Deceuninck-Quick Step DQT | Deceuninck-Quick Step DQT | Deceuninck-Quick Step DQT |
| ------------------------- | ------------------------- | ------------------------- |
| Nr                        | Kolarz                    | Miejsce                   |
| 1                         | Bob Jungels (LUX)         | 70.                       |
| 2                         | Andrea Bagioli (ITA)      | 19.                       |
| 3                         | Rémi Cavagna (FRA)        | 81.                       |
| 4                         | Tim Declercq (BEL)        | 67.                       |
| 5                         | Dries Devenyns (BEL)      | 36.                       |
| 6                         | Ian Garrison (USA)        | 141.                      |
| 7                         | Mauri Vansevenant (BEL)   | 84.                       |

| Astana AST | Astana AST              | Astana AST |
| ---------- | ----------------------- | ---------- |
| Nr         | Kolarz                  | Miejsce    |
| 11         | Omar Fraile (ESP)       | 27.        |
| 12         | Rodrigo Contreras (COL) | 139.       |
| 13         | Jonas Gregaard (DEN)    | DNS        |
| 14         | Hugo Houle (CAN)        | 20.        |
| 15         | Gorka Izagirre (ESP)    | 23.        |
| 16         | Merhawi Kudus (ERI)     | 46.        |

| UAE Team Emirates UAD | UAE Team Emirates UAD       | UAE Team Emirates UAD |
| --------------------- | --------------------------- | --------------------- |
| Nr                    | Kolarz                      | Miejsce               |
| 21                    | Tadej Pogačar (SLO)         | 9.                    |
| 22                    | Andrés Camilo Ardila (COL)  | DNF                   |
| 23                    | Rui Costa (POR) (szosa)     | 85.                   |
| 24                    | Sergio Henao (COL)          | 76.                   |
| 25                    | Cristian Camilo Muñoz (COL) | DNF                   |
| 26                    | Jan Polanc (SLO)            | 61.                   |
| 27                    | Edward Ravasi (ITA)         | 143.                  |

| Lotto-Soudal LTS | Lotto-Soudal LTS         | Lotto-Soudal LTS |
| ---------------- | ------------------------ | ---------------- |
| Nr               | Kolarz                   | Miejsce          |
| 31               | Tim Wellens (BEL)        | 21.              |
| 32               | Stan Dewulf (BEL)        | 103.             |
| 33               | Frederik Frison (BEL)    | DNF              |
| 34               | Kobe Goossens (BEL)      | 63.              |
| 35               | Rémy Mertz (BEL)         | 138.             |
| 36               | Tosh Van der Sande (BEL) | 113.             |
| 37               | Brent Van Moer (BEL)     | 106.             |

| Bora-Hansgrohe BOH | Bora-Hansgrohe BOH        | Bora-Hansgrohe BOH |
| ------------------ | ------------------------- | ------------------ |
| Nr                 | Kolarz                    | Miejsce            |
| 41                 | Lennard Kämna (GER)       | 62.                |
| 42                 | Patrick Gamper (AUT)      | 142.               |
| 43                 | Oscar Gatto (ITA)         | DNF                |
| 44                 | Patrick Konrad (AUT)      | 7.                 |
| 45                 | Jay McCarthy (AUS)        | 52.                |
| 46                 | Juraj Sagan (SVK) (szosa) | DNF                |
| 47                 | Ide Schelling (NED)       | 124.               |

| Trek-Segafredo TFS | Trek-Segafredo TFS     | Trek-Segafredo TFS |
| ------------------ | ---------------------- | ------------------ |
| Nr                 | Kolarz                 | Miejsce            |
| 51                 | Richie Porte (AUS)     | 8.                 |
| 52                 | Alexander Kamp (DEN)   | 118.               |
| 53                 | Juan Pedro López (ESP) | 128.               |
| 54                 | Michel Ries (LUX)      | 88.                |
| 55                 | Quinn Simmons (USA)    | 135.               |
| 56                 | Toms Skujiņš (LAT)     | 40.                |

| Team Sunweb SUN | Team Sunweb SUN       | Team Sunweb SUN |
| --------------- | --------------------- | --------------- |
| Nr              | Kolarz                | Miejsce         |
| 61              | Marc Hirschi (SUI)    | 1.              |
| 62              | Thymen Arensman (NED) | 99.             |
| 63              | Mark Donovan (GBR)    | 89.             |
| 64              | Felix Gall (AUT)      | DNF             |
| 65              | Robert Power (AUS)    | 51.             |
| 66              | Michael Storer (AUS)  | 78.             |
| 67              | Ilan Van Wilder (BEL) | 48.             |

| NTT Pro Cycling NTT | NTT Pro Cycling NTT       | NTT Pro Cycling NTT |
| ------------------- | ------------------------- | ------------------- |
| Nr                  | Kolarz                    | Miejsce             |
| 71                  | Enrico Gasparotto (SUI)   | 30.                 |
| 72                  | Carlos Barbero (ESP)      | 98.                 |
| 73                  | Samuele Battistella (ITA) | 114.                |
| 74                  | Benjamin Dyball (AUS)     | DNF                 |
| 75                  | Ben King (USA)            | 120.                |
| 76                  | Roman Kreuziger (CZE)     | DNF                 |
| 77                  | Gino Mäder (SUI)          | 83.                 |

| Movistar Team MOV | Movistar Team MOV        | Movistar Team MOV |
| ----------------- | ------------------------ | ----------------- |
| Nr                | Kolarz                   | Miejsce           |
| 81                | Jorge Arcas (ESP)        | 69.               |
| 82                | Juan Diego Alba (COL)    | 126.              |
| 83                | Iñigo Elosegui (ESP)     | 123.              |
| 84                | Matteo Jorgenson (USA)   | 32.               |
| 85                | Eduard Prades (ESP)      | 53.               |
| 86                | José Joaquín Rojas (ESP) | 47.               |

| AG2R La Mondiale ALM | AG2R La Mondiale ALM      | AG2R La Mondiale ALM |
| -------------------- | ------------------------- | -------------------- |
| Nr                   | Kolarz                    | Miejsce              |
| 91                   | Mikaël Cherel (FRA)       | 82.                  |
| 92                   | Clément Champoussin (FRA) | 24.                  |
| 93                   | Benoît Cosnefroy (FRA)    | 2.                   |
| 94                   | Mathias Frank (SUI)       | 91.                  |
| 95                   | Dorian Godon (FRA)        | 79.                  |
| 96                   | Quentin Jauregui (FRA)    | 92.                  |
| 97                   | Alexis Vuillermoz (FRA)   | 26.                  |

| Bahrain McLaren TBM | Bahrain McLaren TBM     | Bahrain McLaren TBM |
| ------------------- | ----------------------- | ------------------- |
| Nr                  | Kolarz                  | Miejsce             |
| 101                 | Mikel Landa (ESP)       | 100.                |
| 102                 | Santiago Buitrago (COL) | 43.                 |
| 103                 | Kevin Inkelaar (NED)    | 95.                 |
| 104                 | Matej Mohorič (SLO)     | 25.                 |
| 105                 | Wout Poels (NED)        | 16.                 |
| 106                 | Dylan Teuns (BEL)       | 75.                 |
| 107                 | Stephen Williams (GBR)  | 116.                |

| Jumbo-Visma TJV | Jumbo-Visma TJV        | Jumbo-Visma TJV |
| --------------- | ---------------------- | --------------- |
| Nr              | Kolarz                 | Miejsce         |
| 111             | Tom Dumoulin (NED)     | DNF             |
| 112             | Laurens De Plus (BEL)  | 133.            |
| 113             | Lennard Hofstede (NED) | 31.             |
| 114             | Tom Leezer (NED)       | DNF             |
| 115             | Paul Martens (GER)     | 107.            |
| 116             | Jonas Vingegaard (DEN) | 71.             |

| Ineos Grenadiers IGD | Ineos Grenadiers IGD     | Ineos Grenadiers IGD |
| -------------------- | ------------------------ | -------------------- |
| Nr                   | Kolarz                   | Miejsce              |
| 121                  | Michał Kwiatkowski (POL) | 6.                   |
| 122                  | Michał Gołaś (POL)       | DNF                  |
| 123                  | Ethan Hayter (GBR)       | 60.                  |
| 124                  | Sebastián Henao (COL)    | 110.                 |
| 125                  | Iván Sosa (COL)          | DNF                  |
| 126                  | Cameron Wurf (AUS)       | 109.                 |

| Circus-Wanty Gobert CWG | Circus-Wanty Gobert CWG    | Circus-Wanty Gobert CWG |
| ----------------------- | -------------------------- | ----------------------- |
| Nr                      | Kolarz                     | Miejsce                 |
| 131                     | Jan Bakelants (BEL)        | 34.                     |
| 132                     | Thomas Degand (BEL)        | 112.                    |
| 133                     | Fabien Doubey (FRA)        | DNF                     |
| 134                     | Odd Christian Eiking (NOR) | DNS                     |
| 135                     | Maurits Lammertink (NED)   | 38.                     |
| 136                     | Simone Petilli (ITA)       | 45.                     |
| 137                     | Kévin Van Melsen (BEL)     | DNF                     |

| Groupama-FDJ GFC | Groupama-FDJ GFC                    | Groupama-FDJ GFC |
| ---------------- | ----------------------------------- | ---------------- |
| Nr               | Kolarz                              | Miejsce          |
| 141              | Valentin Madouas (FRA)              | 11.              |
| 142              | Bruno Armirail (FRA)                | 56.              |
| 143              | Matthieu Ladagnous (FRA)            | DNF              |
| 144              | Rudy Molard (FRA)                   | 14.              |
| 145              | Sébastien Reichenbach (SUI) (szosa) | DNF              |
| 146              | Anthony Roux (FRA)                  | 55.              |
| 147              | Romain Seigle (FRA)                 | DNF              |

| CCC Team CCC | CCC Team CCC               | CCC Team CCC |
| ------------ | -------------------------- | ------------ |
| Nr           | Kolarz                     | Miejsce      |
| 151          | Simon Geschke (GER)        | 10.          |
| 152          | William Barta (USA)        | 73.          |
| 153          | Alessandro De Marchi (ITA) | 86.          |
| 154          | Jan Hirt (CZE)             | 39.          |
| 155          | Michał Paluta (POL)        | 105.         |
| 156          | Georg Zimmermann (GER)     | 57.          |

| EF Pro Cycling EF1 | EF Pro Cycling EF1           | EF Pro Cycling EF1 |
| ------------------ | ---------------------------- | ------------------ |
| Nr                 | Kolarz                       | Miejsce            |
| 161                | Daniel Felipe Martínez (COL) | 13.                |
| 162                | Hugh Carthy (GBR)            | DNF                |
| 163                | Sergio Higuita (COL) (szosa) | DNF                |
| 164                | Alex Howes (USA)             | 125.               |
| 165                | Jens Keukeleire (BEL)        | 94.                |
| 166                | Rigoberto Urán (COL)         | 80.                |
| 167                | Michael Woods (CAN)          | 3.                 |

| Cofidis COF | Cofidis COF               | Cofidis COF |
| ----------- | ------------------------- | ----------- |
| Nr          | Kolarz                    | Miejsce     |
| 171         | Jesús Herrada (ESP)       | 15.         |
| 172         | Fernando Barceló (ESP)    | 121.        |
| 173         | Eddy Finé (FRA)           | 127.        |
| 174         | José Herrada (ESP)        | 102.        |
| 175         | Victor Lafay (FRA)        | 64.         |
| 176         | Luis Ángel Maté (ESP)     | 111.        |
| 177         | Pierre-Luc Périchon (FRA) | 101.        |

| Mitchelton-Scott MTS | Mitchelton-Scott MTS   | Mitchelton-Scott MTS |
| -------------------- | ---------------------- | -------------------- |
| Nr                   | Kolarz                 | Miejsce              |
| 181                  | Nick Schultz (AUS)     | 18.                  |
| 182                  | Michael Albasini (SUI) | 49.                  |
| 183                  | Jack Bauer (NZL)       | 87.                  |
| 184                  | Tsgabu Grmay (ETH)     | 119.                 |
| 185                  | Daryl Impey (RSA)      | 108.                 |
| 186                  | Barnabás Peák (HUN)    | DNF                  |

| Sport Vlaanderen-Baloise SVB | Sport Vlaanderen-Baloise SVB | Sport Vlaanderen-Baloise SVB |
| ---------------------------- | ---------------------------- | ---------------------------- |
| Nr                           | Kolarz                       | Miejsce                      |
| 191                          | Thomas Sprengers (BEL)       | 54.                          |
| 192                          | Lindsay De Vylder (BEL)      | 140.                         |
| 193                          | Kevin Deltombe (BEL)         | 117.                         |
| 194                          | Julian Mertens (BEL)         | 93.                          |
| 195                          | Emiel Planckaert (BEL)       | 134.                         |
| 196                          | Aaron Van Poucke (BEL)       | 136.                         |
| 197                          | Jordi Warlop (BEL)           | DNF                          |

| Alpecin-Fenix AFC | Alpecin-Fenix AFC       | Alpecin-Fenix AFC |
| ----------------- | ----------------------- | ----------------- |
| Nr                | Kolarz                  | Miejsce           |
| 201               | Louis Vervaeke (BEL)    | 22.               |
| 202               | Jimmy Janssens (BEL)    | 59.               |
| 203               | Kristian Sbaragli (ITA) | 29.               |
| 204               | Scott Thwaites (GBR)    | 96.               |
| 205               | Ben Tulett (GBR)        | 35.               |
| 206               | Petr Vakoč (CZE)        | 41.               |
| 207               | Otto Vergaerde (BEL)    | 131.              |

| Bingoal-Wallonie Bruxelles WVA | Bingoal-Wallonie Bruxelles WVA | Bingoal-Wallonie Bruxelles WVA |
| ------------------------------ | ------------------------------ | ------------------------------ |
| Nr                             | Kolarz                         | Miejsce                        |
| 211                            | Jelle Vanendert (BEL)          | 12.                            |
| 212                            | Laurens Huys (BEL)             | 33.                            |
| 213                            | Eliot Lietaer (BEL)            | 66.                            |
| 214                            | Arjen Livyns (BEL)             | 77.                            |
| 215                            | Kenny Molly (BEL)              | 68.                            |
| 216                            | Mathijs Paasschens (NED)       | 115.                           |
| 217                            | Dimitri Peyskens (BEL)         | 132.                           |

| Israel Start-Up Nation ISN | Israel Start-Up Nation ISN | Israel Start-Up Nation ISN |
| -------------------------- | -------------------------- | -------------------------- |
| Nr                         | Kolarz                     | Miejsce                    |
| 221                        | Daniel Martin (IRL)        | 5.                         |
| 222                        | Omer Goldstein (ISR)       | 122.                       |
| 223                        | Ben Hermans (BEL)          | DNF                        |
| 224                        | Reto Hollenstein (SUI)     | 129.                       |
| 225                        | Krists Neilands (LAT)      | 17.                        |
| 226                        | James Piccoli (CAN)        | 65.                        |
| 227                        | Rory Sutherland (AUS)      | 130.                       |

| Total Direct Énergie TDE | Total Direct Énergie TDE | Total Direct Énergie TDE |
| ------------------------ | ------------------------ | ------------------------ |
| Nr                       | Kolarz                   | Miejsce                  |
| 231                      | Jonathan Hivert (FRA)    | 44.                      |
| 232                      | Mathieu Burgaudeau (FRA) | 50.                      |
| 233                      | Valentin Ferron (FRA)    | 72.                      |
| 234                      | Marlon Gaillard (FRA)    | 137.                     |
| 235                      | Fabien Grellier (FRA)    | 90.                      |
| 236                      | Paul Ourselin (FRA)      | DNF                      |
| 237                      | Julien Simon (FRA)       | 28.                      |

| Arkéa-Samsic ARK | Arkéa-Samsic ARK        | Arkéa-Samsic ARK |
| ---------------- | ----------------------- | ---------------- |
| Nr               | Kolarz                  | Miejsce          |
| 241              | Warren Barguil (FRA)    | 4.               |
| 242              | Winner Anacona (COL)    | 97.              |
| 243              | Franck Bonnamour (FRA)  | 42.              |
| 244              | Benjamin Declercq (BEL) | 104.             |
| 245              | Romain Hardy (FRA)      | 37.              |
| 246              | Kévin Ledanois (FRA)    | 58.              |
| 247              | Łukasz Owsian (POL)     | 74.              |

| Deceuninck-Quick Step DQT | Deceuninck-Quick Step DQT | Deceuninck-Quick Step DQT |
| ------------------------- | ------------------------- | ------------------------- |
| Nr                        | Kolarz                    | Miejsce                   |
| 1                         | Bob Jungels (LUX)         | 70.                       |
| 2                         | Andrea Bagioli (ITA)      | 19.                       |
| 3                         | Rémi Cavagna (FRA)        | 81.                       |
| 4                         | Tim Declercq (BEL)        | 67.                       |
| 5                         | Dries Devenyns (BEL)      | 36.                       |
| 6                         | Ian Garrison (USA)        | 141.                      |
| 7                         | Mauri Vansevenant (BEL)   | 84.                       |

| Astana AST | Astana AST              | Astana AST |
| ---------- | ----------------------- | ---------- |
| Nr         | Kolarz                  | Miejsce    |
| 11         | Omar Fraile (ESP)       | 27.        |
| 12         | Rodrigo Contreras (COL) | 139.       |
| 13         | Jonas Gregaard (DEN)    | DNS        |
| 14         | Hugo Houle (CAN)        | 20.        |
| 15         | Gorka Izagirre (ESP)    | 23.        |
| 16         | Merhawi Kudus (ERI)     | 46.        |

| UAE Team Emirates UAD | UAE Team Emirates UAD       | UAE Team Emirates UAD |
| --------------------- | --------------------------- | --------------------- |
| Nr                    | Kolarz                      | Miejsce               |
| 21                    | Tadej Pogačar (SLO)         | 9.                    |
| 22                    | Andrés Camilo Ardila (COL)  | DNF                   |
| 23                    | Rui Costa (POR) (szosa)     | 85.                   |
| 24                    | Sergio Henao (COL)          | 76.                   |
| 25                    | Cristian Camilo Muñoz (COL) | DNF                   |
| 26                    | Jan Polanc (SLO)            | 61.                   |
| 27                    | Edward Ravasi (ITA)         | 143.                  |

| Lotto-Soudal LTS | Lotto-Soudal LTS         | Lotto-Soudal LTS |
| ---------------- | ------------------------ | ---------------- |
| Nr               | Kolarz                   | Miejsce          |
| 31               | Tim Wellens (BEL)        | 21.              |
| 32               | Stan Dewulf (BEL)        | 103.             |
| 33               | Frederik Frison (BEL)    | DNF              |
| 34               | Kobe Goossens (BEL)      | 63.              |
| 35               | Rémy Mertz (BEL)         | 138.             |
| 36               | Tosh Van der Sande (BEL) | 113.             |
| 37               | Brent Van Moer (BEL)     | 106.             |

| Bora-Hansgrohe BOH | Bora-Hansgrohe BOH        | Bora-Hansgrohe BOH |
| ------------------ | ------------------------- | ------------------ |
| Nr                 | Kolarz                    | Miejsce            |
| 41                 | Lennard Kämna (GER)       | 62.                |
| 42                 | Patrick Gamper (AUT)      | 142.               |
| 43                 | Oscar Gatto (ITA)         | DNF                |
| 44                 | Patrick Konrad (AUT)      | 7.                 |
| 45                 | Jay McCarthy (AUS)        | 52.                |
| 46                 | Juraj Sagan (SVK) (szosa) | DNF                |
| 47                 | Ide Schelling (NED)       | 124.               |

| Trek-Segafredo TFS | Trek-Segafredo TFS     | Trek-Segafredo TFS |
| ------------------ | ---------------------- | ------------------ |
| Nr                 | Kolarz                 | Miejsce            |
| 51                 | Richie Porte (AUS)     | 8.                 |
| 52                 | Alexander Kamp (DEN)   | 118.               |
| 53                 | Juan Pedro López (ESP) | 128.               |
| 54                 | Michel Ries (LUX)      | 88.                |
| 55                 | Quinn Simmons (USA)    | 135.               |
| 56                 | Toms Skujiņš (LAT)     | 40.                |

| Team Sunweb SUN | Team Sunweb SUN       | Team Sunweb SUN |
| --------------- | --------------------- | --------------- |
| Nr              | Kolarz                | Miejsce         |
| 61              | Marc Hirschi (SUI)    | 1.              |
| 62              | Thymen Arensman (NED) | 99.             |
| 63              | Mark Donovan (GBR)    | 89.             |
| 64              | Felix Gall (AUT)      | DNF             |
| 65              | Robert Power (AUS)    | 51.             |
| 66              | Michael Storer (AUS)  | 78.             |
| 67              | Ilan Van Wilder (BEL) | 48.             |

| NTT Pro Cycling NTT | NTT Pro Cycling NTT       | NTT Pro Cycling NTT |
| ------------------- | ------------------------- | ------------------- |
| Nr                  | Kolarz                    | Miejsce             |
| 71                  | Enrico Gasparotto (SUI)   | 30.                 |
| 72                  | Carlos Barbero (ESP)      | 98.                 |
| 73                  | Samuele Battistella (ITA) | 114.                |
| 74                  | Benjamin Dyball (AUS)     | DNF                 |
| 75                  | Ben King (USA)            | 120.                |
| 76                  | Roman Kreuziger (CZE)     | DNF                 |
| 77                  | Gino Mäder (SUI)          | 83.                 |

| Movistar Team MOV | Movistar Team MOV        | Movistar Team MOV |
| ----------------- | ------------------------ | ----------------- |
| Nr                | Kolarz                   | Miejsce           |
| 81                | Jorge Arcas (ESP)        | 69.               |
| 82                | Juan Diego Alba (COL)    | 126.              |
| 83                | Iñigo Elosegui (ESP)     | 123.              |
| 84                | Matteo Jorgenson (USA)   | 32.               |
| 85                | Eduard Prades (ESP)      | 53.               |
| 86                | José Joaquín Rojas (ESP) | 47.               |

| AG2R La Mondiale ALM | AG2R La Mondiale ALM      | AG2R La Mondiale ALM |
| -------------------- | ------------------------- | -------------------- |
| Nr                   | Kolarz                    | Miejsce              |
| 91                   | Mikaël Cherel (FRA)       | 82.                  |
| 92                   | Clément Champoussin (FRA) | 24.                  |
| 93                   | Benoît Cosnefroy (FRA)    | 2.                   |
| 94                   | Mathias Frank (SUI)       | 91.                  |
| 95                   | Dorian Godon (FRA)        | 79.                  |
| 96                   | Quentin Jauregui (FRA)    | 92.                  |
| 97                   | Alexis Vuillermoz (FRA)   | 26.                  |

| Bahrain McLaren TBM | Bahrain McLaren TBM     | Bahrain McLaren TBM |
| ------------------- | ----------------------- | ------------------- |
| Nr                  | Kolarz                  | Miejsce             |
| 101                 | Mikel Landa (ESP)       | 100.                |
| 102                 | Santiago Buitrago (COL) | 43.                 |
| 103                 | Kevin Inkelaar (NED)    | 95.                 |
| 104                 | Matej Mohorič (SLO)     | 25.                 |
| 105                 | Wout Poels (NED)        | 16.                 |
| 106                 | Dylan Teuns (BEL)       | 75.                 |
| 107                 | Stephen Williams (GBR)  | 116.                |

| Jumbo-Visma TJV | Jumbo-Visma TJV        | Jumbo-Visma TJV |
| --------------- | ---------------------- | --------------- |
| Nr              | Kolarz                 | Miejsce         |
| 111             | Tom Dumoulin (NED)     | DNF             |
| 112             | Laurens De Plus (BEL)  | 133.            |
| 113             | Lennard Hofstede (NED) | 31.             |
| 114             | Tom Leezer (NED)       | DNF             |
| 115             | Paul Martens (GER)     | 107.            |
| 116             | Jonas Vingegaard (DEN) | 71.             |

| Ineos Grenadiers IGD | Ineos Grenadiers IGD     | Ineos Grenadiers IGD |
| -------------------- | ------------------------ | -------------------- |
| Nr                   | Kolarz                   | Miejsce              |
| 121                  | Michał Kwiatkowski (POL) | 6.                   |
| 122                  | Michał Gołaś (POL)       | DNF                  |
| 123                  | Ethan Hayter (GBR)       | 60.                  |
| 124                  | Sebastián Henao (COL)    | 110.                 |
| 125                  | Iván Sosa (COL)          | DNF                  |
| 126                  | Cameron Wurf (AUS)       | 109.                 |

| Circus-Wanty Gobert CWG | Circus-Wanty Gobert CWG    | Circus-Wanty Gobert CWG |
| ----------------------- | -------------------------- | ----------------------- |
| Nr                      | Kolarz                     | Miejsce                 |
| 131                     | Jan Bakelants (BEL)        | 34.                     |
| 132                     | Thomas Degand (BEL)        | 112.                    |
| 133                     | Fabien Doubey (FRA)        | DNF                     |
| 134                     | Odd Christian Eiking (NOR) | DNS                     |
| 135                     | Maurits Lammertink (NED)   | 38.                     |
| 136                     | Simone Petilli (ITA)       | 45.                     |
| 137                     | Kévin Van Melsen (BEL)     | DNF                     |

| Groupama-FDJ GFC | Groupama-FDJ GFC                    | Groupama-FDJ GFC |
| ---------------- | ----------------------------------- | ---------------- |
| Nr               | Kolarz                              | Miejsce          |
| 141              | Valentin Madouas (FRA)              | 11.              |
| 142              | Bruno Armirail (FRA)                | 56.              |
| 143              | Matthieu Ladagnous (FRA)            | DNF              |
| 144              | Rudy Molard (FRA)                   | 14.              |
| 145              | Sébastien Reichenbach (SUI) (szosa) | DNF              |
| 146              | Anthony Roux (FRA)                  | 55.              |
| 147              | Romain Seigle (FRA)                 | DNF              |

| CCC Team CCC | CCC Team CCC               | CCC Team CCC |
| ------------ | -------------------------- | ------------ |
| Nr           | Kolarz                     | Miejsce      |
| 151          | Simon Geschke (GER)        | 10.          |
| 152          | William Barta (USA)        | 73.          |
| 153          | Alessandro De Marchi (ITA) | 86.          |
| 154          | Jan Hirt (CZE)             | 39.          |
| 155          | Michał Paluta (POL)        | 105.         |
| 156          | Georg Zimmermann (GER)     | 57.          |

| EF Pro Cycling EF1 | EF Pro Cycling EF1           | EF Pro Cycling EF1 |
| ------------------ | ---------------------------- | ------------------ |
| Nr                 | Kolarz                       | Miejsce            |
| 161                | Daniel Felipe Martínez (COL) | 13.                |
| 162                | Hugh Carthy (GBR)            | DNF                |
| 163                | Sergio Higuita (COL) (szosa) | DNF                |
| 164                | Alex Howes (USA)             | 125.               |
| 165                | Jens Keukeleire (BEL)        | 94.                |
| 166                | Rigoberto Urán (COL)         | 80.                |
| 167                | Michael Woods (CAN)          | 3.                 |

| Cofidis COF | Cofidis COF               | Cofidis COF |
| ----------- | ------------------------- | ----------- |
| Nr          | Kolarz                    | Miejsce     |
| 171         | Jesús Herrada (ESP)       | 15.         |
| 172         | Fernando Barceló (ESP)    | 121.        |
| 173         | Eddy Finé (FRA)           | 127.        |
| 174         | José Herrada (ESP)        | 102.        |
| 175         | Victor Lafay (FRA)        | 64.         |
| 176         | Luis Ángel Maté (ESP)     | 111.        |
| 177         | Pierre-Luc Périchon (FRA) | 101.        |

| Mitchelton-Scott MTS | Mitchelton-Scott MTS   | Mitchelton-Scott MTS |
| -------------------- | ---------------------- | -------------------- |
| Nr                   | Kolarz                 | Miejsce              |
| 181                  | Nick Schultz (AUS)     | 18.                  |
| 182                  | Michael Albasini (SUI) | 49.                  |
| 183                  | Jack Bauer (NZL)       | 87.                  |
| 184                  | Tsgabu Grmay (ETH)     | 119.                 |
| 185                  | Daryl Impey (RSA)      | 108.                 |
| 186                  | Barnabás Peák (HUN)    | DNF                  |

| Sport Vlaanderen-Baloise SVB | Sport Vlaanderen-Baloise SVB | Sport Vlaanderen-Baloise SVB |
| ---------------------------- | ---------------------------- | ---------------------------- |
| Nr                           | Kolarz                       | Miejsce                      |
| 191                          | Thomas Sprengers (BEL)       | 54.                          |
| 192                          | Lindsay De Vylder (BEL)      | 140.                         |
| 193                          | Kevin Deltombe (BEL)         | 117.                         |
| 194                          | Julian Mertens (BEL)         | 93.                          |
| 195                          | Emiel Planckaert (BEL)       | 134.                         |
| 196                          | Aaron Van Poucke (BEL)       | 136.                         |
| 197                          | Jordi Warlop (BEL)           | DNF                          |

| Alpecin-Fenix AFC | Alpecin-Fenix AFC       | Alpecin-Fenix AFC |
| ----------------- | ----------------------- | ----------------- |
| Nr                | Kolarz                  | Miejsce           |
| 201               | Louis Vervaeke (BEL)    | 22.               |
| 202               | Jimmy Janssens (BEL)    | 59.               |
| 203               | Kristian Sbaragli (ITA) | 29.               |
| 204               | Scott Thwaites (GBR)    | 96.               |
| 205               | Ben Tulett (GBR)        | 35.               |
| 206               | Petr Vakoč (CZE)        | 41.               |
| 207               | Otto Vergaerde (BEL)    | 131.              |

| Bingoal-Wallonie Bruxelles WVA | Bingoal-Wallonie Bruxelles WVA | Bingoal-Wallonie Bruxelles WVA |
| ------------------------------ | ------------------------------ | ------------------------------ |
| Nr                             | Kolarz                         | Miejsce                        |
| 211                            | Jelle Vanendert (BEL)          | 12.                            |
| 212                            | Laurens Huys (BEL)             | 33.                            |
| 213                            | Eliot Lietaer (BEL)            | 66.                            |
| 214                            | Arjen Livyns (BEL)             | 77.                            |
| 215                            | Kenny Molly (BEL)              | 68.                            |
| 216                            | Mathijs Paasschens (NED)       | 115.                           |
| 217                            | Dimitri Peyskens (BEL)         | 132.                           |

| Israel Start-Up Nation ISN | Israel Start-Up Nation ISN | Israel Start-Up Nation ISN |
| -------------------------- | -------------------------- | -------------------------- |
| Nr                         | Kolarz                     | Miejsce                    |
| 221                        | Daniel Martin (IRL)        | 5.                         |
| 222                        | Omer Goldstein (ISR)       | 122.                       |
| 223                        | Ben Hermans (BEL)          | DNF                        |
| 224                        | Reto Hollenstein (SUI)     | 129.                       |
| 225                        | Krists Neilands (LAT)      | 17.                        |
| 226                        | James Piccoli (CAN)        | 65.                        |
| 227                        | Rory Sutherland (AUS)      | 130.                       |

| Total Direct Énergie TDE | Total Direct Énergie TDE | Total Direct Énergie TDE |
| ------------------------ | ------------------------ | ------------------------ |
| Nr                       | Kolarz                   | Miejsce                  |
| 231                      | Jonathan Hivert (FRA)    | 44.                      |
| 232                      | Mathieu Burgaudeau (FRA) | 50.                      |
| 233                      | Valentin Ferron (FRA)    | 72.                      |
| 234                      | Marlon Gaillard (FRA)    | 137.                     |
| 235                      | Fabien Grellier (FRA)    | 90.                      |
| 236                      | Paul Ourselin (FRA)      | DNF                      |
| 237                      | Julien Simon (FRA)       | 28.                      |

| Arkéa-Samsic ARK | Arkéa-Samsic ARK        | Arkéa-Samsic ARK |
| ---------------- | ----------------------- | ---------------- |
| Nr               | Kolarz                  | Miejsce          |
| 241              | Warren Barguil (FRA)    | 4.               |
| 242              | Winner Anacona (COL)    | 97.              |
| 243              | Franck Bonnamour (FRA)  | 42.              |
| 244              | Benjamin Declercq (BEL) | 104.             |
| 245              | Romain Hardy (FRA)      | 37.              |
| 246              | Kévin Ledanois (FRA)    | 58.              |
| 247              | Łukasz Owsian (POL)     | 74.              |

Legenda: DNF – nie ukończył, OTL – przekroczył limit czasu, DNS – nie wystartował, DSQ – zdyskwalifikowany.

## Klasyfikacja generalna
| \| Klasyfikacja generalna \| Klasyfikacja generalna \| Klasyfikacja generalna \| Klasyfikacja generalna \| Klasyfikacja generalna \| \| Kolarz \| Kolarz \| Państwo \| Drużyna \| Czas \| \| ---------------------- \| ---------------------- \| ---------------------- \| ---------------------- \| ---------------------- \| \| 1. \| Marc Hirschi \| Szwajcaria \| Team Sunweb \| 4h 49' 17" \| \| 2. \| Benoît Cosnefroy \| Francja \| AG2R La Mondiale \| + 0" \| \| 3. \| Michael Woods \| Kanada \| EF Pro Cycling \| + 0" \| \| 4. \| Warren Barguil \| Francja \| Arkéa-Samsic \| + 0" \| \| 5. \| Daniel Martin \| Irlandia \| Israel Start-Up Nation \| + 0" \| \| 6. \| Michał Kwiatkowski \| Polska \| Ineos Grenadiers \| + 0" \| \| 7. \| Patrick Konrad \| Austria \| Bora-Hansgrohe \| + 5" \| \| 8. \| Richie Porte \| Australia \| Trek-Segafredo \| + 5" \| \| 9. \| Tadej Pogačar \| Słowenia \| UAE Team Emirates \| + 5" \| \| 10. \| Simon Geschke \| Niemcy \| CCC Team \| + 10" \| |                    |            |                        |            |
| |                    |            |                        |            |
| Źródło: ProCyclingStats |                    |            |                        |            |
| Klasyfikacja generalna |                    |            |                        |            |
| Kolarz | Kolarz             | Państwo    | Drużyna                | Czas       |
| 1. | Marc Hirschi       | Szwajcaria | Team Sunweb            | 4h 49' 17" |
| 2. | Benoît Cosnefroy   | Francja    | AG2R La Mondiale       | + 0"       |
| 3. | Michael Woods      | Kanada     | EF Pro Cycling         | + 0"       |
| 4. | Warren Barguil     | Francja    | Arkéa-Samsic           | + 0"       |
| 5. | Daniel Martin      | Irlandia   | Israel Start-Up Nation | + 0"       |
| 6. | Michał Kwiatkowski | Polska     | Ineos Grenadiers       | + 0"       |
| 7. | Patrick Konrad     | Austria    | Bora-Hansgrohe         | + 5"       |
| 8. | Richie Porte       | Australia  | Trek-Segafredo         | + 5"       |
| 9. | Tadej Pogačar      | Słowenia   | UAE Team Emirates      | + 5"       |
| 10. | Simon Geschke      | Niemcy     | CCC Team               | + 10"      |